# 猶太戰史
犹太战争或犹大战争（一般缩写为JW, BJ或War）（全称弗拉维乌斯-约瑟夫的《犹太人对罗马人的战争史书》，希腊文ΦλαυίουἸωσπουἱστουδαἸουδαϊκοῦπολμουπρὸς βιβλία，Phlauiou Iōsēpou historia Ioudaikou polemou pros Rōmaious biblia），英文也被称为《犹太人的战争》，是1世纪罗马-犹太教历史学家约瑟夫所写的书。它被史蒂夫-梅森描述为 "也许是西方历史上最具影响力的非圣经文本"。
本书分为七册，开篇概述了从公元前168年塞琉球统治者安提阿古斯四世-以弗所尼法尼占领耶路撒冷到第一次犹太-罗马战争的最初阶段（第一和第二册）的犹太历史。接下来的五本书详细叙述了战争的展开，在罗马将军维斯帕西安和提图斯的带领下，直到最后一个西卡里人的死亡。这本书大约写于公元75年，最初是用约瑟夫的 "父系语言"--亚拉玛语或希伯来语--尽管这个版本已经不复存在。它后来被翻译成希腊文，可能是在约瑟夫本人的监督下翻译的。Buth和Pierce写道："现在的希腊文版本似乎不是翻译，而是必须被认为是一个新的版本，是对第一部著作的完整再创作，很可能是一个相当大的扩充。"
第一次犹太-罗马战争的来源有：约瑟夫的这段记载、《塔木德》（Gittin 57b）、《Midrash Eichah》和希伯来人铸币上的铭文，以及塔西佗的《史记》第五册。
这段文字还存活着一个旧斯拉夫语版本，以及希伯来语版本，其中包含了希腊语版本中没有的材料，而希伯来语版本中缺乏其他材料。